# Muriel Bowser
Pour les articles homonymes, voir Bowser.
Muriel Elizabeth Bowser, née le 2 août 1972 à Washington, D.C., est une femme politique américaine, maire de Washington D.C. (équivalent au district de Columbia) depuis 2015. Elle est membre du Parti démocrate.

## Biographie
Elle est issue de la bourgeoisie noire de Washington.
Membre du conseil du district de Columbia pour la quatrième circonscription à partir de janvier 2007, Muriel Bowser est élue maire du district de Columbia le 4 novembre 2014 et prend ses fonctions le 2 janvier 2015. Le 6 novembre 2018, elle est réélue avec 76,4 % des voix.
En 2016, elle soutient l'organisation d'un référendum afin que le district de Columbia puisse devenir un État des États-Unis et envoyer des élus au Congrès, ce qui n'est toujours pas possible pour ce territoire regroupant 700 000 habitants. L'exécutif républicain n'a pas soutenu l'initiative, alors que la ville est majoritairement démocrate.
À l'occasion des primaires présidentielles du Parti démocrate américain de 2020, elle soutient Michael Bloomberg, le candidat le plus à droite.
Lors du mouvement de protestation qui s'organise à la suite de la mort de George Floyd en mai-juin 2020, elle acquiert une médiatisation nationale en s'opposant au président républicain Donald Trump. Favorable à des réformes policières mais non au démantèlement de ses structures, elle reste peu appréciée de la gauche radicale et de la section locale du mouvement Black Lives Matter. Des émeutes ont lieu à Washington et, alors que le président fait rétablir l'ordre et se fait photographier devant une église près de la Maison-Blanche, Muriel Bowser s'oppose à l'appel de renforts comme ce dernier le demande. Les émeutes se muent bientôt en manifestations et, tandis que des employés municipaux marquent l'inscription « Black lives matter » sur une rue, la maire se rend sur les lieux et fait poser une plaque baptisant la zone « Black Lives Matter Plaza (en) ». 
Le 8 novembre 2022, elle obtient un troisième mandat consécutif avec 74,66 % des voix.
Elle est catholique, célibataire et a adopté une enfant.

## Sources
- (en) Cet article est partiellement ou en totalité issu de l’article de Wikipédia en anglais intitulé « Muriel Bowser » (voir la liste des auteurs).